# Senador La Rocque
Senador La Rocque é um município brasileiro do estado do Maranhão. Sua população estimada em 2024 era de 15 035 pessoas.
O nome da cidade é uma homenagem ao ex-senador maranhense Henrique de La Rocque.

## História
A história de Senador La Rocque remonta ao antigo povoado de Mucuíba, que originalmente fazia parte do município de João Lisboa.
Sua criação resultou de um movimento popular organizado, com diversas reuniões entre lideranças locais que defendiam a autonomia do povoado. Em 19 de junho de 1994, foi realizado um plebiscito no qual a maioria dos habitantes votou favoravelmente à emancipação.
O município foi oficialmente criado pela Lei Estadual nº 6.169, de 10 de novembro de 1994, durante o processo de emancipação de 81 novos municípios no Maranhão. Contudo, assim como ocorreu com diversas outras localidades, o nome original de origem indígena foi substituído sem consulta popular, passando a homenagear o político maranhense Henrique de La Rocque, ex-senador e figura proeminente na política estadual.

### Resistência à Mudança Toponímica
Apesar da alteração oficial, muitos moradores mantiveram o uso do nome tradicional Mucuíba por anos após a emancipação. Esse fenômeno reflete tanto o apego à identidade local quanto a insatisfação com a imposição de nomes de personalidades políticas sem participação popular no processo decisório.

### Primeira Administração Municipal
Em 1996 ocorreram as primeiras eleições municipais, com os seguintes resultados:
- Prefeito: Alfredo Nunes da Silva
- Vice-prefeito: Ozias (Pânfillo) Sousa Lima

O mandato iniciou em 1997, marcado por uma redução territorial significativa, com partes do município sendo anexadas a Buritirana e João Lisboa.

## Transporte
A rodovia MA-122 cruza a cidade. O transporte interurbano é operado pela VBL com a linha Cumaru. 

## Geografia
Sua população estimada em 2010 era de 17.998 habitantes. A área de extensão territorial deste município chega a 1.236,868 Km²; possui densidade demográfica de 14,55 hab/Km², segundo Censo Demográfico de 2010 do IBGE.
Cultura
A população de Senador La Rocque vive da lavoura, criação de gado, comércio formal e informal e etc.
A população costuma celebrar as datas comemorativas, religiosas e folclóricas como o ano novo, festa de Reis Magos, Carnaval, semana santa, festas juninas e o feriado do 7 de setembro.